# فيليبس إيدو
فيليبس أولاوسبيكن إيدو (مواليد 30 ديسمبر 1978 في لندن بورو من هاكني ) لاعب قوى بريطاني في رياضية الوثب الثلاثي، حصل على الميدالية الذهبية في بطولة العالم لألعاب القوى 2009 ، و بطولة العالم لألعاب القوى داخل الصالات 2008 وحامل الميدالية الذهبية في بطولة أوروبا لألعاب القوى 2010 مثل بريطانيا العظمى وأيرلندا الشمالية، فضلا عن دورة ألعاب الكومنولث 2006 التي تمثل بطل إنجلترا و 2007 بطل داخلي الأوروبي. كما فاز بالميدالية الفضية تمثل فريق جي بي في دورة الألعاب الأولمبية الصيفية 2008.
ايدو هو عضو في لندن بلجريف طراز هاريير نادي ألعاب القوى وكان لكثير من حياته المهنية.
على الرغم من نجاحاته، وايدو في بعض الأحيان اتهمت عدم الاتساق وعدم الوفاء قدراته، بما في ذلك فشله مخيبة للآمال في دورة الألعاب الأولمبية 2012 في لندن . صاحب سجل البطولة منذ عام 2008، وخاصة له الميدالية الذهبية في العالم 2009 ألعاب القوى بطولة والتصدي لها، بعض هذه الانتقادات.

## وصلات خارجية
- فيليبس إيدو على موقع الاتحاد الدولي لألعاب القوى (الإنجليزية)
- فيليبس إيدو على موقع الاتحاد الأوروبي لألعاب القوى (الإنجليزية)
- فيليبس إيدو على موقع الدوري الماسي (الإنجليزية)
- فيليبس إيدو على موقع اللجنة الأولمبية الدولية (الإنجليزية)
- فيليبس إيدو على موقع أوليمبيديا (الإنجليزية)
- فيليبس إيدو على موقع اللجنة الأولمبية البريطانية (الإنجليزية)
- فيليبس إيدو على موقع اتحاد ألعاب الكومنولث (مؤرشف) (الإنجليزية)
- فيليبس إيدو على موقع اتحاد ألعاب الكومنولث (مؤرشف) (الإنجليزية)